# 趣味百科
趣味百科（しゅみひゃっか）は、NHK教育テレビジョンで1990年4月2日から1997年4月3日まで放送された趣味講座番組である。

## 放送時間
（出典：）
| 放送期間            | 放送時間（日本時間）                  | 放送時間（日本時間）                  |
| 放送期間            | 本放送                                | 再放送                                |
| ------------------- | ------------------------------------- | ------------------------------------- |
| 1990年度            | 月曜日 - 金曜日 21:30 - 22:00（30分） | 月曜日 - 金曜日 15:00 - 15:30（30分） |
| 1991年度 - 1992年度 | 月曜日 - 金曜日 21:30 - 22:00（30分） | 月曜日 - 金曜日 14:00 - 14:30（30分） |
| 1993年度            | 月曜日 - 金曜日 21:25 - 21:55（30分） | 月曜日 - 金曜日 14:30 - 15:00（30分） |
| 1994年度            | 月曜日 - 木曜日 21:25 - 21:55（30分） | 火曜日 - 金曜日 14:30 - 15:00（30分） |
| 1995年度 - 1996年度 | 月曜日 - 木曜日 21:25 - 21:55（30分） | 火曜日 - 金曜日 15:30 - 16:00（30分） |

## 講座一覧
- 魅惑のステップ モダン専科
- 近未来写真術
- 書道に親しむ
- 俳句・短歌
- ママさんバレー・トレーニング入門
- 仕舞入門
- へら鮒釣り専科
- カラオケ演歌歌唱法
- ベストスキー
- ピアノでモーツァルトを
- 絵画に親しむ
- 少女コミックを描く
- 水彩画入門
- ハンググライダー入門
- ルアー&フライ・フィッシング入門
- ピアノでポップスを
- 人形をつくる
- 茶の湯
- ベストゴルフ
- 第九を歌おう
- レッツダンス
- ペットとくらす
- はじめてのパソコン
- 気功専科
- 絵画への誘い
- 沖釣り専科
- さだまさし音楽工房
- ショパンを弾く
- やきものをたのしむ
- 俳画 季節を描く
- ベストテニス
- ウッドクラフト
- 家庭水族館
- アイ ラブ クラシック
- やさしいマジック
- 木版画に親しむ
- ベートーベンを弾く
- エアロビクスをたのしむ
- 英語ポップス歌唱法
- ヨーガ健康法
- 自然を楽しむ アウトドアライフ
- やさしいパソコン活用法
- 手軽な家庭大工
- ガラス工芸への招待
- ピアノで名曲を〜バッハからプロコフィエフまで〜
- ナポレオンズのマジック道場
- 写経 般若心経を書く
- 安野光雅風景画を描く
- 魅惑のジャスダンス
- 水墨画への招待
- パソコンで遊ぶ
- フィットネススイミング
- 中高年のための登山学
- クルマを楽しむ
- ピアノ連弾の楽しみ
- フラワーアレンジメント
- あなたも映像作家
- 油絵を描く
- 盆栽専科
- ポピュラーピアノを楽しむ
- ペン習字入門
- 陶芸に親しむ
- レッツ・スポーツエアロビック
- 健康サイクリングを楽しむ
- はじめてのコンピューターグラフィックス
- アコースティックギター入門
- 実用書道
- 中高年のためのスキー術
- 動物画を描く
- ハーブを楽しむ
- シューベルトを歌う
- うたに振り付けを

## 関連番組
- 趣味Do楽